# 三氧化二钒
三氧化二钒是一种无机化合物，化学式 V2O3。它是一种黑色固体，是由V2O5被氢气或一氧化碳还原而成。 它是一种碱性氧化物，可溶于酸中，生成钒（III）配合物的溶液。  V2O3 有着刚玉的构型。 它具有反铁磁性，临界温度为160K。  在此温度下，三氧化二钒的电导率会突然发生从金属到绝缘的变化。 
在空气中，三氧化二钒会逐渐氧化成靛色的V2O4。
它在稀有矿物三方氧钒矿中存在。